# Bostrychogyna argenteopicta
Bostrychogyna argenteopicta är en fjärilsart som beskrevs av Sergius G. Kiriakoff 1960. Bostrychogyna argenteopicta ingår i släktet Bostrychogyna och familjen tandspinnare. Inga underarter finns listade i Catalogue of Life.